# Bandiera dell'Oblast' di Novgorod
La bandiera dell'Oblast' di Novgorod è stata adottata 24 dicembre 2007

## Descrizione
La bandiera dell'Oblast' di Novgorod è rettangolare con un rapporto di 2:3, che consiste di tre strisce verticali, simili alla bandiera della Francia, l'una con l'altra come 1: 2: 1, blu (paranco), bianca (al centro), e rosso. Al centro della fascia bianca c'è uno scudo simile a quello presente nello stemma dell'oblast. Il rapporto di schermatura è pari a 1/4 dell'intera lunghezza.